# Thunderdome XX
Albums de V.A
Thunderdome XIX - Cursed By Evil Sickness
(1997) Thunderdome - Chapter XXI
(1998)
Thunderdome XX est la vingtième compilation de la série des albums Thunderdome, originaire du festival du même nom, commercialisée en 1998. Elle succède Thunderdome XIX - Cursed By Evil Sickness (1997) et précède Thunderdome - Chapter XXI (1998) et distribué par Arcade et ID&T. La compilation débute avec I Like It Loud par Marshall Masters, et se termine avec Thunderdome On The Radio (Newskool Radio Mix) de MC Drokz & Tails. L'album contient également le titre popularisé en 1998 Army of Hardcore de Neophyte & The Stunned Guys.
Thunderdome XVIII - Psycho Silence a également été commercialisé en Espagne, en Allemagne, en France et en Russie (par le label Марафон).

## Pistes
| 1.  | I Like It Loud                            | Marshall Masters            |  |
| 2.  | Army Of Hardcore                          | Neophyte & The Stunned Guys |  |
| 3.  | Tubthumping (I Am Hardcore)               | Alcoolik Row                |  |
| 4.  | Cocaine                                   | C.J.D.                      |  |
| 5.  | My Shit Is Raw                            | The Hardcore Brothers       |  |
| 6.  | Simbiosis                                 | DJ Sim                      |  |
| 7.  | Intelligent Hardcore II                   | The Dark Raver & DJ Vince   |  |
| 8.  | Masochizm                                 | The Masochist               |  |
| 9.  | Bounce 'n Shake (The Vinyl Mix)           | Cixx vs. The Vinyl Junkie   |  |
| 10. | Pain                                      | Men Of Steel                |  |
| 11. | Apocalypse Never                          | Pilldriver                  |  |
| 12. | Come And Test Me                          | Sound Enhancers             |  |
| 13. | In Your Brain                             | Sounds Of Rage              |  |
| 14. | We're Back (Dennis M Mix)                 | Da TMC                      |  |
| 15. | Everlasting                               | Boombastic                  |  |
| 16. | Tripax Turns It Out                       | Tripax                      |  |
| 17. | The Next Thang                            | Profound                    |  |
| 18. | Straight From Bolivia                     | DJ Delirium                 |  |
| 19. | He Never Lost His Hardcore (Traxtorm Mix) | The Stunned Guys & DJ Paul  |  |
| 20. | Rave Injection                            | Men At Rave                 |  |

| 1.  | No Worries                                    | Bodylotion                        |  |
| 2.  | Hustler For Life (Live At Club X)             | Marshall Masters                  |  |
| 3.  | Tell The DJ                                   | Hardcore Elements vs. Bad News    |  |
| 4.  | No Newstyle ?                                 | The Masochist                     |  |
| 5.  | Digital Manipulation                          | Underground Warriors              |  |
| 6.  | Walls Of Mystery                              | Psylocke                          |  |
| 7.  | Final Confrontation                           | Soul Assassin                     |  |
| 8.  | The People Want More (Original Mix)           | Darien Kelly                      |  |
| 9.  | Meet Her At The Thunderdome                   | DJ E-Rick & Tactic                |  |
| 10. | Bad Girls                                     | The Masochist                     |  |
| 11. | Show Me                                       | Gizmo                             |  |
| 12. | So Dope (Original Mix By DJ Buzz Fuzz)        | Square Dimensione                 |  |
| 13. | Fuck The Police                               | 3 Steps Ahead                     |  |
| 14. | Take It Slow                                  | Somebody From Rotterdam           |  |
| 15. | Statement Of Power                            | Marc Acardipane & DJ Rob & MC Joe |  |
| 16. | Come On Lets Go                               | DJ Tails & Noizer                 |  |
| 17. | This Underground Sound                        | DJ Promo                          |  |
| 18. | '98 To Piano                                  | Forze DJ Team                     |  |
| 19. | Do The Fuck                                   | The Stunned Guys                  |  |
| 20. | Thunderdome On The Radio (Newskool Radio Mix) | MC Drokz & Tails                  |  |